# Markus Reiner
Markus Reiner (geboren 5. Januar 1886 in Czernowitz, Österreich-Ungarn; gestorben 25. April 1976 in Haifa) war ein österreichisch-israelischer Ingenieur und Pionier der Rheologie.

## Leben
Markus Reiner studierte an der Universität Wien. Er arbeitete als Eisenbahningenieur in Österreich-Ungarn und in Rumänien. Reiner war Offizier im Ersten Weltkrieg und von 1919 bis 1922 Mitglied des Zionistischen Aktionskomitees der Bukowina.
Er war zunächst mit Margarete Obernik verheiratet, sie hatten zwei Kinder, und danach mit Rivka Schoenfeld, mit der er ebenfalls zwei Kinder hatte, die Historikerin Tal Ilan ist eine Enkelin.
Reiner emigrierte 1922 nach Palästina und arbeitete dort zunächst in der Landwirtschaft, er arbeitete dann für 25 Jahre im Public Works Department of Palestine Government in Jerusalem im Straßen-, Brücken- und Wohnungsbau und war dabei auch mit der baulichen Sicherung und Erhaltung von antiken Stätten befasst. Im Jahr 1926 veröffentlichte Reiner einen Aufsatz über seine Forschungen über das Verhalten von Flüssigkeiten in Röhren, zeitgleich publizierte der US-Amerikaner Eugene Cook Bingham ähnliche Untersuchungen, so dass beide als Schöpfer einer modernen Rheologie angesehen werden. Beide arbeiteten 1932 bis 1934 zusammen am Lafayette College in Easton, Pennsylvania und gaben seither gemeinsam das Journal of Rheology heraus.
Nach der Gründung des Staates Israel wurde Reiner 1948 Professor für praktische Mechanik am Technion in Haifa. Reiner veröffentlichte zwei Monografien und an die 200 Zeitschriftenartikel und 1957 zusammen mit G. W. Scott Blair das Buch Agricultural Rheology. Reiner erhielt 1958 den Israel-Preis für Wissenschaften. Er war seit ihrer Gründung 1959 Mitglied der Israelischen Akademie der Wissenschaften und Mitglied des Forschungsbeirats der Israelischen Regierung.

## Schriften (Auswahl)
- Über die Torsionsbeanspruchung von Wellen. 1913. Dissertation. Technische Hochschule Wien.
- Ten Lectures on Theoretical Rheology. 1943
- mit G. W. Scott Blair: Agricultural Rheology. London : Routledge & Kegan Paul, London, 1957
- Deformation, strain and flow: an elementary introduction to rheology. London : H. K. Lewis, 1949 (1960)
- The Deborah Number, in: Physics Today, 1964, Heft 1, S. 62
- Advanced Rheology. London : H. K. Lewis, 1971
- Selected Papers on Rheology. Amsterdam, Elsevier, 1975